# Merismatium peregrinum
MeFatium peregrinum är en lavart som först beskrevs av Julius Christian Gottlieb Ulrich Gustav Georg Adam Ernst Adam Friedrich von Flotow och som fick sitt nu gällande namn av Dagmar Triebel. 
Merismatium peregrinum ingår i släktet Merismatium, och familjen Verrucariaceae. Arten är reproducerande i Sverige.